# Muel (Saragosse)
Pour les articles homonymes, voir Muel.
Muel est une commune d’Espagne, dans la province de Saragosse, communauté autonome d'Aragon comarque de Campo de Cariñena. Cette commune fait partie de l'AOC de Cariñena.